# 下司愉宇起
下司 愉宇起（しもじ ゆうき、1986年3月24日 - ）は、熊本県出身の日本の歌手・指揮者・作詞家・音楽プロデューサー。とちぎ未来大使・とちぎ音楽大使。元日光市観光大使（制度廃止）。平成音楽大学元講師。
一般財団法人アース エイド ソサエティ理事、日本音楽作家団体協議会理事、世田谷区花道茶道協会理事、日光国際音楽祭実行委員長、全日本児童音楽協会副会長などを務める。
祖父は宗教家の御木徳日止。叔父に俳優の御木裕、筑波大学元教授の有吉豊太郎がいる。

## 来歴
熊本マリスト学園中学校卒業。熊本市立必由館高等学校普通科芸術コース音楽系の第一期卒業生。東京藝術大学音楽学部卒業。ハリウッド大学院大学ビューティービジネス研究科修了およびハリウッド美容専門学校中退。

### 幼少期から高校卒業まで
出生地は東京都町田市だが、3歳の時父親の転勤のため熊本県熊本市郊外のニュータウンに移る。近隣に小学校建設の予定があったが、結局6年間1時間以上徒歩通学していた。
小学校卒業を機に熊本市中心部へ転居した。熊本マリスト学園中学校に進学し、吹奏楽部に入部したことがきっかけで音楽の道へ入る。音楽への思いは募るが音楽基礎力が乏しいため、声楽ならばチャンスがあるのではと考え合唱部に転部。顧問の紹介で後々までの師匠と出会う。しかし両親の理解は得られず、「お年玉とお小遣い」でレッスンに通っていた。両親からは「成績が上がったら許す」と言われ猛勉強の末、中学三年時には成績上位になり音楽活動を許された。
熊本市立必由館高等学校普通科芸術コースに推薦試験で合格。高校時代は、武蔵野音楽大学や昭和音楽大学の教授のレッスンを受けに格安航空会社を利用し通う。
受賞歴
声楽としては中学・高校時代に熊日学生音楽コンクール最優秀賞・県知事賞、犬童球渓顕彰音楽祭大賞、九州音楽コンクール審査員特別賞など多くのコンクールに出場し優秀な成績を収めていたが、大学進学以降はコンクールに出場していない。

### 東京藝術大学時代
現役で東京藝術大学に合格。2年間石神井寮にて生活を送る。学年のインスペクターや四芸祭の委員、また学外活動では東京熊本県人会の活動や日本ルーマニア協会の設立に携わるなど充実した日々を送るが、主科である声楽は、周りの同級生たちとの実力の差や情熱の温度差、また大学三年次からの主科担任と反りが合わなかったこともあり、次第に心苦しむことになる。
大学三年生より知人の紹介により、衆議院議員の吉永治市の邸宅、東京青山・神宮前五丁目に間借りする。その後、同敷地内に転居してきた芸能プロモーターの勧めにより、ミュージカル事務所を紹介される。大学卒業を機にオペラの道をやめ、ダンスや芝居のレッスンに励む。ミュージカルではアンサンブルのオーディションすら合格しなかったが、この時期ファッション雑誌のモデルや韓流スターとのステージ、アウトリーチコンサートなどのチャンスを得る。しかしながら、リーマン・ショックにより仕事が激減。もともとミュージカルが好きで始めたレッスンではなかったため、『本当に好きな人には叶わない』と感じ、事務所を退所。
中学から音楽ばかりであったため、他に何か挑戦してみたいと考えていた矢先、恵比寿の駅で学校法人メイ・ウシヤマ学園ハリウッドビューティー専門学校が附設するハリウッド大学院大学の広告が目に留まり、その足で大学院を訪れる。美容師が独立後に困る経営スキルを身に付けさせる事を目的とする研究科に魅力を感じ、飛び込んだ。

### 大学院生時代
大学院は当時創立3年目。学術教授は早稲田大学や東京大学といった一流教授陣、実技教授は日本の美容業界の最高峰が教鞭にあたっていた。実技科目、特にメイクの分野別においてはオペラやミュージカルに精通する教授の陶薫を受けた。また、芸大では教わることのなかったホスピタリティーの概念に衝撃を受けた。このことは今の音楽活動に大きな影響を与えた。
この時期、附属専門学校の教養科目や国士舘高校で音楽教師として非常勤講師を勤めていた。
大学院のある授業でサークルビジネスについて学ぶ。同時期にあるビジネス書との出会いや、新しい音楽仲間と出会い、これまで縁のなかった栃木県で女声コーラスを立ち上げることとなる。

### 大学院修了後
大学院在学中、自身が指導する女声合唱団岡本カンマーコールのために、これまで密かに筆を重ねていた作詞作品を世に出すことになる。幸運にも何作かが楽譜として全国発売となった。うち、栃木県を題材とした合唱曲「下野旅情」がNHK関東一円で特集された。

### 資格など
中学校・高等学校の音楽の教員免許を持つ。更新講習を受けており、前述の通り一時期私立高校の教員をしていた。
日本国内では法的効力を持たないが、中華人民共和国公認の茶藝師、評茶員の資格所持。

## 卒業後
岡本カンマーコール発足一年後、日光市内のある合唱団が解散となり、新たなグループを発足するとして白羽の矢がたった。姉妹合唱団日光カンマーコールが発足。市議会議長の推薦などもあり日光観光大使に任命。当時の日光観光大使で音楽家としては作曲家の船村徹に続き二番目であった。
2013年、岡本カンマーコールと日光カンマーコール合同のコンサートを日光金谷ホテルで開催。観光協会から委嘱されていた日光市の観光PRキャラクター日光仮面のテーマソングを発表。日光市の友好姉妹都市である台湾・台南室内合唱団を招聘。
2015年、道の駅日光の船村徹記念館の落成式典において、市民代表として参列。落成式典後には日光カンマーコールが奏楽を担当した。同年、斎藤文夫市長が提唱した【音楽の街日光】の構想を受け、市民モデルとして日光国際音楽祭声楽コンクールが立ち上がる。
2016年、台湾の澎湖県政府の合唱団より、日本でのコンサート開催を熱望され、日光国際音楽祭が招聘。
2017年、下司が歌手として台北ライオンズクラブのゲストに呼ばれたことを機に、岡本カンマーコールと日光カンマーコールによる台湾演奏旅行の話が立ち上がり、2018年に台南市にて台南室内合唱団とジョイントコンサートを開催。
2019年、日光市ゆかりの二宮尊徳を題材とした合唱組曲を発表。二宮尊徳研究者である安西悠子をゲストに、日光カンマーコールのコンサートにて初演。11月には、これまでの功績が評価されたとともに日光市からの推薦で、栃木県のとちぎ未来大使に任命された。
2020年4月以降、新型コロナウイルス感染症の影響を受け歌手として一時活動休止し、その間はタレントのデヴィ夫人が総裁を務める一般財団法人アースエイドソサエティの理事として、イブラ・グランド・アワードの総合プロデュースや、音楽著作の各団体が加盟する一般社団法人日本音楽作家団体協議会の理事を務めるなどした。
2022年5月13日、下野新聞社が主催する「第5回とちぎ次世代の力大賞」にて奨励賞を受賞。
2023年3月、日光市が観光大使制度を廃止。同年、シャンソンの祭典パリ祭in神戸に出演。

## 歌手・舞台活動
2012年から2年ほど、シャンソン歌手の大庭照子が主宰するNPO法人日本国際童謡館の専属歌手として、九州や関東甲信越および東北地方、大韓民国などで公演を行った。その経験から、現在でも当時のスタイルで公民館や幼稚園、お祭りなど場所を選ばず全国で公演を続けている。
主に単独公演が多く、1～2時間をトークを交えながら綴る。そのスタイルは前述の大庭照子から受け継いだものだが、元来宗教家系に育ったこともあり、幼少の頃から登壇し話す環境にあったため話すことは得意である。
2017年頃から山梨県笛吹市の「ホテルふじ」にてレギュラー出演している。ふじには著名なシャンソン歌手や奏者、俳優等が多数出演しており、唯一クラシック出身歌手である。
普段はマイクを用いた演奏スタイルだが、2018年に作曲家・青島広志の目に留まり、青島が演出するオペレッタ『メリー・ウィドウ』にカミーユ・ロジョン役で出演。遅いオペラデビューした。
2019年、熊本オペラ芸術協会サマーオペラフェスティバルにて、ミュージカル『砂浜のエレジー～肥後の石工恋唄』の主演・林蔵役を務めた。同ミュージカルは2020年にも再演された。同ミュージカルは第7回市民財団奨励賞を受賞した。
2021年には出身地熊本県の演劇集団と音楽グループ、熊本日日新聞社などが共催した創作劇〈きょうも隣に山頭火：主演 浜畑賢吉〉に友枝寥平役で出演。役者としての才を見せた。同公演は翌年の4月に博品館劇場にて東京公演。
音楽劇「天草小唄ものがたり 幻の歌手横田良一」 主演。2023年8月天草公演、2024年1月熊本市で公演。また公演に合わせキングレコードから「天草小唄」をリリース。

## 指揮者活動
高校時代は斉藤指揮法の研究サークルに所属。大学進学と共に指揮者の黒岩英臣の門を叩くが、「基礎は教えない」と言われ斉藤指揮法の継承者である高階正光に師事した。大学では松尾葉子の指揮クラスを受講した。
現在は主にアマチュアコーラスを指揮しているが、かつてはオーケストラを指揮したこともある。また、武蔵野音楽大学別科指揮コースで宮内庁の洋楽指揮者・北原幸男に指導を受けた。
2021年には副会長を務める全日本児童音楽協会の61周年公演にて東京フィルハーモニー交響楽団を指揮した。

## 作詞活動
高校生の頃から独自に詞を書き貯めてきた。詩人ではなくメロディが伴うことを前提に作詞している。合唱曲として数冊が出版されている他、日本童謡協会などで毎年新曲を発表。レコード会社からは民謡歌手やクラシック歌手などに楽曲を提供している。
作詞での受賞歴
- 2015年に静岡市の市民参画事業が公募した「家康公400年祭家康公に捧げる歌」歌詞公募で一等入選。
- 栃木県芸術祭文芸部門にて文芸奨励賞、
- 千葉県松戸市の総の国童謡音楽祭童謡コンクールにて審査員特別賞を受賞している。

## 執筆活動
音楽雑誌『ハンナ』（2020年休刊）では、初発刊時から指揮法や名曲解説、またお悩み相談など、コラムを担当していた。同誌の姉妹誌であるピアノ雑誌『ショパン』でも不定期に演奏会評などを執筆している。両雑誌が主催の作曲コンクールの審査員も務めている。

## 華道・茶道
2007年頃より華道家元古流東洋会で華道を、2008年頃より織田流煎茶道を嗜んでおり、稽古や作品は度々ブログに投稿している。
華道師範〈理方宇〉、茶道教授〈南虚〉の名を持つ。